# Kroonstad (Zuid-Afrika)
Kroonstad is een plaats in het noordelijke deel van de Vrijstaat (Zuid-Afrika) en is gesticht in 1855. Kroonstad is vernoemd naar een paard dat Kroon heette. Het paard was het bezit van Sarel Cilliers en raakte gewond in de Kroonspuit.
De bevolking van Kroonstad beliep 110.963 in 1991. Kroonstad was van 13 maart tot 11 mei 1900 de hoofdstad van de Oranje Vrijstaat.
Een groot deel van de ontwikkeling en economie van deze plaats is te danken aan de maïsboeren in de streek, de grote militaire basis, het grote complex van de gevangenisdienst (inclusief een opleidingscollege) en de spoorweg met station Kroonstad.
Kroonstad speelde een belangrijke rol in de eerste en de tweede Boerenoorlog.

## Geboren
- Herbert Kretzmer (1925-2020), journalist en songwriter
- Antjie Krog (1952), dichteres en schrijfster
- Robbie Wessels (1980), zanger en acteur